# Кланаць-Пер'ясицький
45°13′ пн. ш. 15°31′ сх. д. / 45.22° пн. ш. 15.51° сх. д.
Кланаць-Пер'ясицький (хорв. Klanac Perjasički) — населений пункт у Хорватії, у Карловацькій жупанії у складі міста Слунь.

## Населення
Населення за даними перепису 2011 року становило 6 осіб.
Динаміка чисельності населення поселення: